# Eemi Tervaportti
Eemi Tervaportti est un joueur finlandais de volley-ball né le 26 juillet 1989 à Äetsä (Finlande)
Il mesure 1,93 m et joue au poste de passeur. Il a connu ses premières sélections en équipe nationale de Finlande lors de l'été 2010.
Le grand-père de Eemi, Arto Kari, fut l'entraineur de Équipe de Finlande de volley-ball féminin de 1972 à 1978 puis le président de la fédération finlandaise de volley.
Son père est également membre du conseil de la fédération.